# Monterrey Open
Monterrey Open este un turneu profesionist de tenis feminin jucat pe terenuri cu suprafață dură, în aer liber. Evenimentul este afiliat Women's Tennis Association (WTA) și face parte din seria WTA 250. Din 2009 până în 2013, turneul a avut loc în Clubul de tenis Sierra Madre, iar din 2014 turneul se desfășoară la Clubul Sonoma.

## Rezultate

### Simplu
| An          | Campioană                   | Finalistă          | Scor                    |
| ----------- | --------------------------- | ------------------ | ----------------------- |
| 2009        | Marion Bartoli              | Li Na              | 6–4, 6–3                |
| 2010        | Anastasia Pavliucenkova     | Daniela Hantuchová | 1–6, 6–1, 6–0           |
| 2011        | Anastasia Pavliucenkova (2) | Jelena Janković    | 2–6, 6–2, 6–3           |
| 2012        | Tímea Babos                 | Alexandra Cadanțu  | 6–4, 6–4                |
| 2013        | Anastasia Pavliucenkova (3) | Angelique Kerber   | 4–6, 6–2, 6–4           |
| 2014        | Ana Ivanovic                | Jovana Jakšić      | 6–2, 6–1                |
| 2015        | Timea Bacsinszky            | Caroline Garcia    | 4–6, 6–2, 6–4           |
| 2016        | Heather Watson              | Kirsten Flipkens   | 3–6, 6–2, 6–3           |
| 2017        | Anastasia Pavliucenkova (4) | Angelique Kerber   | 6–4, 2–6, 6–1           |
| 2018        | Garbiñe Muguruza            | Tímea Babos        | 3–6, 6–4, 6–3           |
| 2019        | Garbiñe Muguruza (2)        | Victoria Azarenka  | 6–1, 3–1 ret.           |
| 2020        | Elina Svitolina             | Marie Bouzková     | 7–5, 4–6, 6–4           |
| 2021        | Leylah Fernandez            | Viktorija Golubic  | 6–1, 6–4                |
| 2022        | Leylah Fernandez (2)        | Camila Osorio      | 6–7(5–7), 6–4, 7–6(7–3) |
| 2023        | Donna Vekić                 | Caroline Garcia    | 6–4, 3–6, 7–5           |
| ↓ WTA 500 ↓ |                             |                    |                         |
| 2024        | Linda Nosková               | Lulu Sun           | 7–6(8–6), 6–4           |

### Dublu
| An          | Campioane                                         | Finaliste                                 | Scor                   |
| ----------- | ------------------------------------------------- | ----------------------------------------- | ---------------------- |
| 2009        | Nathalie Dechy Mara Santangelo                    | Iveta Benešová Barbora Strýcová           | 6–3, 6–4               |
| 2010        | Iveta Benešová Barbora Záhlavová-Strýcová         | Anna-Lena Grönefeld Vania King            | 3–6, 6–4, [10–8]       |
| 2011        | Iveta Benešová (2) Barbora Záhlavová-Strýcová (2) | Anna-Lena Grönefeld Vania King            | 6–7(8–10), 6–2, [10–6] |
| 2012        | Sara Errani Roberta Vinci                         | Kimiko Date-Krumm Zhang Shuai             | 6–2, 7–6(8–6)          |
| 2013        | Tímea Babos Kimiko Date-Krumm                     | Eva Birnerová Tamarine Tanasugarn         | 6–1, 6–4               |
| 2014        | Darija Jurak Megan Moulton-Levy                   | Tímea Babos Olga Govortsova               | 7–6(7–5), 3–6, [11–9]  |
| 2015        | Gabriela Dabrowski Alicja Rosolska                | Anastasia Rodionova Arina Rodionova       | 6–3, 2–6, [10–3]       |
| 2016        | Anabel Medina Garrigues Arantxa Parra Santonja    | Petra Martić Maria Sanchez                | 4–6, 7–5, [10–7]       |
| 2017        | Nao Hibino Alicja Rosolska (2)                    | Dalila Jakupović Nadiia Kichenok          | 6–2, 7–6(7–4)          |
| 2018        | Naomi Broady Sara Sorribes Tormo                  | Desirae Krawczyk Giuliana Olmos           | 3–6, 6–4, [10–8]       |
| 2019        | Asia Muhammad Maria Sanchez                       | Monique Adamczak Jessica Moore            | 7–6(7–2), 6–4          |
| 2020        | Kateryna Bondarenko Sharon Fichman                | Miyu Kato Wang Yafan                      | 4–6, 6–3, [10–7]       |
| 2021        | Caroline Dolehide Asia Muhammad (2)               | Heather Watson Zheng Saisai               | 6–2, 6–3               |
| 2022        | Catherine Harrison Sabrina Santamaria             | Han Xinyun · Yana Sizikova                | 1–6, 7–5, [10–6]       |
| 2023        | Iuliana Lizarazo María Paulina Pérez García       | Kimberly Birrell Fernanda Contreras Gómez | 6–3, 5–7, [10–5]       |
| ↓ WTA 500 ↓ |                                                   |                                           |                        |
| 2024        | Guo Hanyu Monica Niculescu                        | Giuliana Olmos Alexandra Panova           | 3–6, 6–3, [10–4]       |